# Cannelle Bulard
Pour les articles homonymes, voir Bulard.
Cannelle Bulard est une surfeuse française née le 29 octobre 1993 au Port, sur l'île de La Réunion, département d'outre-mer dans le sud-ouest de l'océan Indien. Couronnée championne du monde junior le 29 mai 2011 au Pérou, elle remporte le titre senior en open aux championnats du monde organisés par l'International Surfing Association le 2 juillet 2011 à Playa Venao, au Panamá.